# Fuerza Fénix
La Fuerza Fénix es una entidad cósmica que aparece en los cómics estadounidenses publicados por Marvel Comics. La entidad se ha vinculado con otros personajes y, a menudo, ha utilizado el alias Fénix mientras está vinculada.
La Fuerza Fénix es famosa por su papel central en la historia de Saga de Fénix Oscura, y con frecuencia está vinculado a la mutante nivel omega Jean Grey. En 2009, Jean Grey como el Fénix Oscuro se clasificó como IGN noveno más grande villano de cómic de todos los tiempos. La lista de Wizard de los 100 mejores villanos clasificó al Fénix oscuro en el 38.º lugar.

## Historial de publicación
El Fénix apareció por primera vez en Uncanny X-Men # 101 (octubre de 1976) con el disfraz de Jean Grey, y fue creado por Chris Claremont y Dave Cockrum.

## Biografía ficticia

### Origen
La Fuerza Fénix es una manifestación inmortal y mutable de la fuerza primordial universal de la vida y la pasión. Nacida de la nada, la Fuerza Fénix es una criatura del universo. Es el nexo de toda la energía psiónica que existe y siempre existirá en todas las realidades del Omniverso, el Guardián de la Creación, y del peligrosamente poderoso Cristal M'Kraan.
La Fuerza Fénix es uno de los seres más temidos en toda la existencia: tiene el poder para desaparecer y resurgir de cualquier parte del universo. También es capaz de destruirlo por completo, que es parte de su propósito: "El Juicio del Fénix", para destruir lo obsoleto. La Fuerza Fénix se describe como "la encarnación de la pasión misma de la Creación". Es la chispa que dio vida al universo, la llama, que en última instancia, lo consume.
Durante su tiempo como una entidad sensible y sin nombre, viajó por el cosmos al igual que otros seres cósmicos. En un primer momento, la Fuerza Fénix era una masa amorfa de energía, pero hace miles de años, vino a la Tierra, y se encontró con un mago llamado Feron (que adoraba a la legendaria Fénix), cuyos sueños y visiones, llevaron al Fénix a adoptar la forma del pájaro de fuego, la forma que tiene hoy en día. Feron pidió a la Fuerza Fénix ayuda al prestar su energía para proyectar una columna de piedra (que se asemeja a un faro) en todo el multiverso (la columna se convirtió, años después, en la base para el súper equipo británico Excalibur). Posteriormente, Feron fue atacado por Necrom, en un intento de robar el poder del Fénix. Feron, reforzado por la Fuerza Fénix, fue capaz de defenderse, pero Necrom fue capaz de robar una parte de la esencia de la Fuerza, lo que la obligó a huir de vuelta al espacio en una confusión agónica. La Fuerza Fénix volvió a la Tierra cuando sintió la mente de un ser humano trascender del mundo físico, una mente que resonó con la energía de la Fuerza Fénix: una joven Jean Grey, había relacionado telepáticamente su mente a su amiga moribunda, Annie Richards, para evitar que el alma de Annie partiera a la otra vida. De este modo, la mente de Jean estaba siendo arrastrado al "otro lado" con Annie. Fénix prestó su energía para romper la conexión y mantuvo una estrecha vigilancia sobre la joven Jean, ya que sentía un parentesco con la joven mutante.

### La Saga de Fénix
Años después, cuando Jean estaba muriendo en un transbordador espacial con sus aliados, los X-Men, su mente gritó para pedir ayuda y la Fuerza Fénix respondió y la salvó. La Fuerza Fénix pidió a Grey permitirle utilizar su cuerpo para sus propios fines. Contrario a lo que se pensó, la Fuerza Fénix no poseyó a Grey, sino que "recreó" o "clonó" su cuerpo, aunque permitió que un fragmento del alma de Grey quedara en su nuevo cuerpo. Acto seguido, Fénix encerró a la verdadera Grey (en estado de animación suspendida), en un "capullo" que colocó en el fondo del mar, frente a las costas de Nueva York. Los X-Men creyeron que Fénix era la verdadera Grey.
La Fuerza Fénix se quedó con los X-Men solo por un corto período de tiempo. Ella evitó la destrucción completa del universo mediante la reparación de la matriz energética dañada en el centro del Cristal M'Kraan, dañada por el Emperador Shi'Ar D´Ken. Durante una escaramuza con el mortífero enemigo de los X-Men, Magneto, Fénix y Bestia fueron separados de la otros X-Men, con cada grupo creyendo que el otro ha muerto. Fénix en el cuerpo de Grey, se fue de vacaciones a Europa. En Grecia, Fénix conoce a un hombre joven y guapo llamado Nikos, y pasa varios días con él. Él reveló ser Mente Maestra, un mutante con poderes ilusorios. Él comenzó a sembrar las semillas de la maldad dentro de la psique frágil de Fénix, mediante la comparación de ella con un dios. Más tarde, Mente Maestra se le manifestó en Escocia, bajo el disfraz de Jason Wyngarde, un apuesto caballero del siglo XVIII, y continuó corrompiendo a la Fuerza Fénix al hacerle sentir sentimientos y pasiones mortales.

### La Saga de Fénix Oscura
Después de un encuentro con el Club Fuego Infernal y manipulación por parte de Mente Maestra y Emma Frost, la Reina Blanca, la Fuerza Fénix se convirtió en la Reina Negra del Club. Ella se liberó del control de Mente Maestra, pero se había transformado en "Fénix Oscura". Ella luchó contra los X-Men y huyó a las estrellas, devorando las energías del sistema estelar D'Bari, para satisfacer su "hambre". Con esto, ella aniquiló a los cinco mil millones de habitantes de su cuarto planeta, y destruyó un cercano observatorio Shi'Ar. Las naves Shi'Ar abrieron fuego contra ella, antes de que regresara a la Tierra. Allí, fue derrotado en combate psiónico por el Profesor Charles Xavier, líder de los X-Men y recuperó el control. El grupo fue transportado a continuación al espacio por los Shi'Ar y sometido a un juicio por combate. La victoria parecía segura para la Guardia Imperial Shi'Ar, cuando Fénix resurgió como Fénix Oscura. Arrepentida, cometió aparente suicidio en la Luna de la Tierra ante los ojos de un horrorizado Cíclope. La Fuerza Fénix regresó entonces a su estado de ser de energía pura.
Mucho más tarde, los Vengadores y los Cuatro Fantásticos, encontraron a la verdadera Jean Grey sumergída en el océano. Esto permitió a Jean retomar su vida como miembro de X-Factor.
El fragmento del alma de Jean que poseía la Fuerza Fénix, volvió a Jean en el capullo. Horrorizada por lo que había hecho, Jean la rechazó y el fragmento fue a unirse con el clon de Jean, Madelyne Pryor. Esta parte de Fénix se quedó con Madelyne hasta que ella también se suicidó y la conciencia regresó con Jean.

### Rachel Summers
La siguiente poseedora de la Fuerza Fénix fue Rachel Summers, la hija de Cíclope y Jean Grey de un futuro alternativo. La Fuerza Fénix se unió con Rachel y la convirtió en su avatar. Rachel es uno de los avatares que más tiempo han albergado al Fénix. Rachel ha sido mencionada como "El Fénix único y verdadero".
Mientras poseyó a Rachel, Fénix tuvo un breve encuentro con otra entidad cósmica todopoderosa conocida como el Beyonder, que intentó convertirla en su consorte, dándole por breves instantes, un poder ilimitado.
Durante un encuentro con Galactus, el "Devorador de Mundos", Rachel logró que la Fuerza Fénix derrotara a Galactus en un esfuerzo por salvar a un planeta que se disponía a devorar. La Fuerza Fénix interrumpió el proceso de alimentación de Galactus y por lo tanto fue capaz de finalmente derrotar al devorador del mundo empobrecido en la batalla. Galactus acusó a la Fuerza Fénix de hipocresía y reveló que cada vez que ejerce sus poderes en escalas tan grandes, roba la energía utilizada para el nacimiento de generaciones futuras. Al darse cuenta de que esto es cierto, Fénix se comprometió a nunca usar de nuevo sus poderes de tal manera.
La Fuerza Fénix descubrió que sus acciones en el plano físico causaban disturbios en el Omniverso. Rachel finalmente logró volver al futuro del que ella había venido. Ella salió de la corriente temporal alrededor de 1900 años en el futuro y formó el Clan Askani, que fue responsable de traer a su hermano Nathan de su tiempo a luchar contra Apocalipsis. Fue en el futuro, cuando finalmente la Fuerza Fénix abandonó el maltrecho cuerpo de Rachel.
La Fuerza Fénix estuvo perdida en el Ultraverso así y fue dañada gravemente. En la necesidad de un huésped humano para ayudar a sanar el daño, la Fuerza Fénix se unió con el Primer, y más tarde con Amber Hunt. Ella atacó a sus amigos y hubiera destruido el planeta, si no fuera por la llegada de los X-Men de un mundo alterno, que tras una larga batalla fueron capaces de separar al Fénix de Amber y enviar a la entidad cósmica de nuevo a la Tierra 616 (el Universo Marvel "original").

### Resurrección del Fénix
La Fuerza Fénix comenzó a manifestarse de nuevo en el cuerpo de Jean Grey. Más tarde, se manifestó de lleno cuando Jean y Wolverine estaban a punto de morir consumidos por el Sol a causa de una traición del mutante Xorn. Wolverine apuñaló a Jean para evitarle una muerte agónica, desatando el poder del Fénix. Fénix regresó con Wolverine a la Tierra y se enfrentó a Xorn. Xorn asesinó a Jean con un pulso electromagnético, y la Fuerza Fénix abandonó de nuevo a su avatar. La Fuerza Fénix es localizada por los Shi'Ar, quienes le disparan, fragmentándola en millones de pedazos. La Fuerza Fénix se refugió en el "White Hot Room" para sanarse.
La Fuerza Fénix volvería a la Tierra poco después. Ella resucitó a Jean Grey. No pasa mucho tiempo antes de que ella recuerda lo que está buscando: Cíclope. Ella tiene que alimentarse de la energía de sus rayos ópticos, y confundida por las emociones de Jean piensa que ella está enamorada de Cíclope. Ella se da cuenta de Cíclope está enamorado de Emma Frost, por lo que arremete contra ellos y los X-Men. A través de una serie de incidentes, Jean se atrapa a sí misma en un glaciar. Jean Grey logró afirmarse y ganar el control sobre la Fuerza Fénix, con el apoyo emocional de todos los X-Men. Jean a continuación, declara que ella y la Fuerza Fénix son realmente una única entidad.
Como resultado del ataque Shi'Ar, la entidad se encontró en un estado incompleto y Jean debe buscar las partes restantes de la Fuerza Fénix. Una pequeña parte de la Fuerza Fénix se unió a las Stepford Cuckoos, alumnas del Instituto Xavier. Después de casi perder el control del poder del Fénix, las Cuckoos desarrollaron una mutación secundaria, en la que su corazón se volvió de diamante y fueron capaces de encarcelar a la pieza de la Fuerza Fénix.
Poco después, mientras estaba en el espacio exterior, los residuos de la Fuerza Fénix abandonan misteriosamente a Rachel. Rachel murmuró: "Por favor, ahora no ... mamá", lo que implica que Jean está llamando de nuevo las piezas que faltan de la Fuerza Fénix, y quizás planeando otra resurrección. Rachel dice más adelante que era casi como si Fénix nunca hubiera estado con ella: "no puedo sentirla... no la puedo escuchar ... Es como si nunca hubiera existido".
Durante un conflicto con varios Depredadores X ( cazadores de mutantes genéticamente modificadas), las Stepford Cuckoos fueron golpeadas hasta quedar inconscientes, y el fragmento del Fénix que capturaron, escapa de su corazón de diamante, ante el horror de Cíclope y el resto de X-Men.
Tiempo después, la joven "mutante mesías", Hope Summers, se puso en contacto con la Fuerza Fénix, que se refiere a ella como su "hija" y le dice que la necesita.
Poco después, la Fuerza Fénix apareció ante Emma Frost (que está en la enfermería de la utopía después de que ella se vio abrumada por los poderes cósmicos de Juggernaut, que se había convertido en el digno conocido como Kuurth). Fénix comenzó a burlarse de Emma, diciéndole que Scott Summers nunca la amaría como él amó a Jean Grey. Además, le revela también que Jean ha renacido y que Emma Frost ya lo sabe. Esta Fénix sin embargo, parece ser un efecto secundario de cuando Emma invadió la mente de Juggernaut y comenzó a alimentar sus propios temores. Fénix se las arregla para convencer a Emma que Hope es Jean reencarnada. Emma, en un estado de trance, toma la almohada y se dirige hacia Hope para asfixiarla hasta la muerte. Lo hubiera logrado de no ser por la intervención de Namor.

### Destrucción
La Fuerza Fénix regresa a la Tierra para reclamar a Hope Summers, la "mesías mutante", lo que sucita un enfrentamiento entre los Avengers y los X-Men. Los Avengers anticipan la destrucción que podría traer el Fénix, mientras Cíclope espera usar la Fuerza Fénix para reiniciar la población mutante. Iron Man y Hank Pym preparan un arma disruptora para matar a la Fuerza Fénix. Sin embargo, después de que Iron Man dispara a la Fuerza Fénix, la explosión la divide en lugar de matarla, por lo que sus fragmentos se vinculan con Cíclope, Emma Frost, Namor, Coloso y Magik. Ellos derrotan a los Avengers. La teoría dice que el hechizo de la Bruja Escarlata sobre la población mutante en Dinastía de M, enfureció a la Fuerza Fénix y con el fin de calmar a la entidad, se necesita buscar un nuevo huésped. Más tarde, la Fuerza Fénix se apodera de Cíclope y resurge como Fénix Oscura. No obstante, Jean Grey se manifiesta mentalmente a Cíclope desde el "White Hot Room" y lo convence de abandonar al Fénix. Finalmente la fuerza Fénix deja a su huésped y se apodera de Hope, quien la "libera" y la Bruja Escarlata aprovecha para hacer un nuevo hechizo: "No más Fénix", lo cual ocasiona la desaparición de la Fuerza Fénix y el resurgimiento de la raza mutante.

### Regreso
Cíclope consigue obtener uno de los llamados "huevos del Fénix", y comienza a cuidarlo con el fin de utilizarlo a futuro.Durante las llamadas Secret Wars, Cíclope decide utilizar el huevo para contener el caos generado por la fusión del Universo y el Universo Ultimate. Cíclope vuelve a poseer el poder del Fénix. Sin embargo, Cíclope es eliminado por el Dr. Doom, quien ha adquirido el poder del Beyonder.
Un fragmento de la Fuerza Fénix es encontrado por la X-men Kitty Pryde y Gamora oculto en el planeta Maveth. Los habitantes del planeta creían que el contenedor de este fragmento era en realidad una bomba que podía destruir la civilización entera. Este fragmento es hallado en el interior de la tumba de un rey de Maveth. Esta supuesta bomba estaba siendo buscada por los chitauri. Kitty activó accidentalmente esta "bomba" para defenderse de los chitauri, liberando de nuevo al Fénix en el universo.

## Poderes
La Fuerza Fénix tiene la capacidad de manipular las energías cósmicas para aprovechar la fuerza de vida reservada para las generaciones futuras. Puede manejar esta energía para proyectar rayos de gran poder destructivo, viajar a través del tiempo y el espacio plegando su energía de nuevo en sí mismo, ocasionando un colapso similar a un agujero negro y luego reformarse a sí misma al llegar a su destino. Puede absorber directamente la energía, desde los rayos ópticos de Cíclope, hasta la energía de un sol. También es capaz de absorber la energía y fuerza vital de un enemigo. Como es el nexo de toda la energía psiónica, tiene la capacidad mental de alcance cósmico, como la telepatía y telequinesis.Si un avatar de la Fuerza Fénix se ve perjudicado o muerto, se formará un "huevo" de energía cósmica, se incuba en la "White Hot Room" y renace completamente curado. Además, como uno de los más antiguos seres cósmicos, la Fuerza Fénix posee un alto nivel de conciencia cósmica y omnipresencia. Sus poderes son:
- Atmokinesis
- Creación y destrucción de universos
- Alteración de la realidad
- Ondas de desintegración cósmica
- Control de la existencia
- Control del tiempo y el espacio
- Control de la energía extradimensional
- Absorción de cualquier tipo de energía
- Inmortal e indestructible
- Transmutación de la materia
- Piroquinesis cósmica
- Regeneración inmediata
- Capacidad de resurrección
- Manipulación de la fuerza vital
- Manipulación Temporal
- Conciencia cósmica y omnipresencia
- Telepatía y telequinesis cósmica
- Teletransportación
- Capacidad de vuelo superior a la velocidad de la luz
- Optimización de poderes

## Huéspedes
- Jean Grey (Corona del Fénix) es la reencarnación física del Fénix en el cómics Fénix Evolution #122 el mismo Fénix se lo dice a Jean Grey
- Lady Phoenix (Primera Fénix y pariente de Jean Grey)
- Emma Frost
- Capitana Marvel
- Emma Frost
- Rachel Grey (Hija de Jean Grey)
- Cíclope
- Hope Summers (Hija de Jean Grey)
- Magneto
- Wolverine

## Otras versiones

### Guardianes de la Galaxia
En el cómic Guardianes de la Galaxia, que se lleva a cabo en el Siglo XXXI, Giraud, del planeta New Haven, es el nuevo avatar de la Fuerza Fénix.

### Ultimate Fuerza Fénix
En esta línea, la Fuerza Fénix es una especie de divinidad misteriosa, adorada por la Iglesia Shi'Ar, que se manifiesta ante Jean Grey. Por fortuna, Jean Grey logra obtener control sobre la entidad. En esta línea, Franklin Richards, de los Cuatro Fantásticos, se convierte también en avatar de la Fuerza.

### Teen Titans / X-Men
En el crossover de los X-Men y los Teen Titans de DC Comics, la Fuerza Fénix (como Fénix Oscura), es manipulada por Darkseid.

## En otros medios

### Televisión
- Toda la saga Fénix está contada y adaptada en la tercera temporada de la serie animada X-Men, subdividido en la La Saga de Fénix de cinco partes, en la que Jean adquiere el poder del Fénix y se produce la batalla por el Cristal M'Kraan, y la "Saga del Fénix Oscuro", que muestra la batalla con el Club Hellfire, el Fénix. La transformación de Force en Dark Phoenix y la batalla para decidir su destino. Estos episodios en particular son tan cercanos como la caricatura llegó a duplicar directamente las historias de cómics: La Saga de Fénix Oscura es tan precisa para las historias originales que los episodios tienen el crédito adicional, "Basado en las historias de Chris Claremont". Sin embargo, notablemente, como el retcon de Phoenix Force había ocurrido antes de la creación de la serie, los episodios se hicieron con este cambio en mente, en lugar de que Jean desarrollara sus poderes de forma independiente (como era la intención original de los cómics), poseída por la Fuerza Fénix, lo que lleva a una verdadera lucha entre dos entidades independientes. Se muestra a Jean pilotando una lanzadera, y cuando su escudo telekenético falla, Phoenix entra en su cuerpo. En lugar de destruir un sistema habitado, que fue la causa de la decisión de matar al personaje en los cómics, la historia animada hizo que destruyera un sistema abandonado y solo deshabilitara al crucero Shi'Ar atacante. Estos cambios hicieron posible algunos aspectos del final original de Uncanny X-Men # 137, en el que Jean sobrevive, para ser utilizado. Jean todavía se suicida (tomando el control del rayo láser de Shi'Ar para dispararse a sí misma, en lugar de encontrar un arma antigua), pero con su muerte, la Fuerza Fénix se purifica, y luego usa sus poderes para resucitar a Jean, recurriendo a la fuerza vital combinada de los X-Men reunidos para devolverla a la vida. Jean conservó sus poderes básicos originales, mientras que en el final abortado del cómic, Shi'Ar la habría lobulado y los habría perdido por completo. Catherine Disher la expresó, y Tracey Moore expresó la voz de Dark Phoenix.
- La Fuerza Fénix hace una pequeña aparición en el último episodio de X-Men: Evolution. Durante la lucha contra el Profesor X, transformado ahora en un jinete de Apocalipsis, Jean crea un escudo telepático que adquiere la forma de un Fénix, durante su batalla psíquica. Después de la derrota de Apocalipsis, hace otra aparición en la visión del futuro del Profesor Xavier donde Jean Grey grita y se transforma en el Fénix.[31]
- El Fénix hace una aparición en Wolverine and the X-Men en el episodio "Breakdown". En esta serie, Fuerza Fénix es una entidad que ha afligido mutantes psíquicos desde que apareció por primera vez la raza Homo Superior. Entra en el huésped al nacer, creciendo con él. Una vez que alcanzan la madurez, la Fuerza Fénix se apodera del anfitrión, causando destrucción masiva.[32] Se reveló que fue Jean quien causó la explosión en el Instituto Xavier cuando se transforma en el Fénix. Inicialmente, la intención de Emma era usar a las Stepford Cuckoos para atraer al Fénix fuera del cuerpo de Jean para evitar cualquier daño. Sin embargo, el Club Fuego Infernal revela su intención de tomar el poder por sí mismos. Jean y Cíclope terminan luchando contra los propios Fénix, arriesgándose a devastar el planeta y creando el futuro que los X-Men habían estado tratando de prevenir, pero Wolverine, originalmente enfadado por Emma traicionando su confianza, es capaz de confiar nuevamente en Emma, permitiéndole ir a la pelea para que aparentemente pueda sacrificarse para detener al Fénix absorbiéndolo en su cuerpo, convirtiéndose en su forma de diamante y luego rompiéndose en pedazos, por lo que la Fuerza Fénix aparentemente desaparece sin un anfitrión.
- La Fuerza Fénix hace apariciones durante los episodios iniciales y los episodios finales de la miniserie animada japonesa de 12 episodios Marvel Anime: X-Men producida en 2011.

### Cine
- Famke Janssen interpreta a Jean Grey en las tres películas, comenzando con X-Men. Durante la película, Jean utiliza a Cerebro por primera vez, lo que provoca tensión en su mente y habilidades.
- En la segunda película, X-Men 2, los poderes de Jean Grey han ido evolucionando desde el incidente de Isla de la Libertad en la primera película. Cuando Jean Grey usa sus poderes, un aura de fuego aparece en sus ojos. En el clímax de la película, ella se ve envuelta en un aura de fuego mientras detiene un tsunami de una represa para salvar a los otros X-Men. En la escena final, un gigantesco pájaro de fuego se puede ver reflejada en el agua.[33]
- En la tercera película de X-Men, X-Men: The Last Stand, Jean "se convierte" en Fénix Oscura. Jean Grey es la única mutante conocida de clase cinco. A una edad temprana, Xavier usó sus poderes psiónicos mutantes para construir varias barreras telepáticas en su mente con el fin de separar la mayoría de los poderes de la mente consciente de Jean haciendo que su mutación se sembrara en la parte inconsciente de su mente y, como tal, ella no tenía el control total de sus grandes poderes. Esto causa una división en la mente de Jean cuyos poderes limitados estaban siempre bajo su control, y el lado dormido, el "Fénix" (como se conoce a su doble personalidad), una criatura puramente instintiva con un gran nivel de poder, y poco o nada de respeto hacia los amigos de Jean, incluso Scott. Durante la película, Jean y Fénix luchan por el dominio. Primero, Jean mata a Scott (fuera de pantalla). Después Fénix desintegra a Xavier y se une a Magneto. Cerca del final de la película, Jean / Fénix se abstiene de pelear durante toda la batalla en Alcatraz hasta que aparecen refuerzos militares e intentan dispararle; finalmente esto hace que Fénix, en su furia, adquiera la habilidad de volar por primera vez y flota hacia otro sitio un poco más apartado de los militares para destruir la isla, desintegrando todo dentro de su alcance y parte del agua de mar a su alrededor, Wolverine se dirige hacia Jean resistiendo su poder que desmenuzan su piel y músculos dejando al descubierto sus huesos cubiertos de Adamantium, su factor de curación es lo único que lo mantiene vivo. Cuando alcanza a Jean, él la llama, pero solo está el Fénix y muestra desprecio por él. Fénix le pregunta a Logan si moriría por el resto de la humanidad, a lo que él le dice que solo moriría por ella. Sus palabras sinceras hacen que Jean salga; ella le pide que la salve. Él apuñala a Jean con sus garras, matándola, mientras le dice que la ama, y termina la destrucción que estaba causando. La lápida sepulcral de Jean se encuentra en el terreno de la Mansión X, al lado de los marcadores de Scott y Xavier.
- Jean Grey aparece en X-Men: Apocalipsis, interpretada por Sophie Turner.[34] Jean es una de las estudiantes más abandonadas de Xavier porque lucha por controlar sus poderes como se muestra cuando sufre una pesadilla premonítica, agita la escuela y hace que Xavier se esfuerce cuando él trata de despertarla y calmarla. En el clímax de la película durante la batalla de los X-Men contra Apocalipsis, Xavier le dice a Apocalipsis en su campo de batalla astral que él no es el psíquico más poderoso y que, después de llevar a Jean allí, la convence de liberar todo el poder de sus poderes. Ella rompe la proyección astral de Apocalipsis, antes de desintegrar su cuerpo físico y finalmente destruirlo, su cuerpo rodeado por un aura en forma de pájaro en llamas.
- Sophie Turner repitió su papel en Dark Phoenix, que adapta The Dark Phoenix Saga, donde pierde el control de sus habilidades y desata a Fénix.[35] Mientras que la trilogía original decía que el Fénix era "solo" los rasgos de personalidad más oscuros de Jean, aquí Jean tiene algunas dificultades, pero en general las ha suprimido desde su infancia. Cuando los X-Men suben para rescatar el transbordador Endeavour de una aparente erupción solar, Jean se queda atrás en la lanzadera cuando la "llamarada solar" la golpea, solo para que su cuerpo absorba la energía. Jean es contactada más tarde por Vuk, un representante de D'Bari, quien afirma que su mundo fue destruido por la "llamarada solar" que golpeó a Jean. Vuk explica que la "llamarada" es en realidad un fragmento de la energía del Big Bang, aunque solo Jean ha podido contenerlo. Vuk intenta animar a Jean a aprovechar el poder de la Fuerza Fénix, supuestamente para ir más allá de los "estándares" antiguos, pero con la intención de absorber la Fuerza Fénix para que pueda rehacer la Tierra para su gente. Con el apoyo de los X-Men, Jean es capaz de aprovechar el poder de la Fuerza Fénix y destruir a las fuerzas D'Bari, pero luego se aleja de la Tierra cuando aparentemente abandona su cuerpo físico, aunque el 'flash-forward' al final de X-Men: días del futuro pasado sugiere que Jean regresará a la Tierra con el tiempo.

### Videojuegos
- Jean Grey utiliza algunas habilidades del Fénix en X-Men: Mutant Academy 1 y 2, y X-Men Legends 1 y 2.
- La Fuerza Fénix es un personaje por sí misma en Marvel vs Capcom 3: Fate of Two Worlds.
- En el juego en Facebook, Marvel Avengers Alliance, aparece la fuerza del fénix en la operación especial número 3, Avengers Vs. X-men. También aparece un traje especial para los "avatares" del fénix que aparecen en el juego; llamado este traje fuerza fénix.
- Jean Grey con la Fuerza Fénix, aparece como personaje jugable en Marvel Contest of Champions.[36][37]